# Basidio

Esquema de un hongo basidiomiceto, estructura de láminas, y de los basidios en los márgenes de las lamelas.

Basidio es un esporangio microscópico (una estructura productora de esporas) que se encuentra en el himenio de los cuerpos fructíferos de los hongos basidiomicetos (Basidiomycota), que también se denominan micelio terciario, desarrollado a partir de micelio secundario. El micelio terciario es un micelio secundario muy enrollado: un dicarión. La presencia de basidios es uno de los principales rasgos característicos de los basidiomicetos. Un basidio generalmente tiene cuatro esporas sexuales llamadas basidiosporas; en ocasiones, el número puede ser dos o incluso ocho. En un basidio típico, cada basidiospora nace en la punta de una punta estrecha o cuerno llamado esterigma, y se descarga a la fuerza al madurar.

## Estructura
La mayoría de los basidiomicetos tienen basidios unicelulares (holobasidios), pero en algunos grupos los basidios pueden ser multicelulares (fragmobasidios). Por ejemplo, los hongos de la roya de la clase Pucciniomycetes tienen fragmobasidios de cuatro células que están transversalmente septados; algunos hongos gelatinosos del orden Tremellales tienen fragmobasidios de cuatro celdas que están cruzadamente septados. A veces, el basidio (metabasidio) se desarrolla a partir de un probasidio, que es una célula especializada que no es alargada como una hifa típica. El basidio puede ser pedunculado o sésil.
El basidio tiene típicamente la forma de un mazo: estrecho en el tallo y ancho cerca de su extremo exterior. Es más ancho en la cintura de la cúpula hemisférica en su vértice, y su base es aproximadamente la mitad del tamaño del diámetro apical más ancho. Las versiones en las que el basidio es más corto y estrecho en la base se denominan "obovoides" y se dan en géneros como Paullicorticium, Oliveonia y Tulasnella. Los basidios con una base ancha a menudo se describen como "en forma de barril".

## Mecanismo de descarga de basidiosporas
En la mayoría de los basidiomicetos, las basidiosporas son balistosporas: se descargan a la fuerza. La fuerza propulsora se deriva de un cambio repentino en el centro de gravedad de la espora descargada. Los factores importantes en la descarga forzada incluyen la gota de Buller, una gotita de líquido que se puede observar que se acumula en la punta proximal (apéndice hiliar) de cada basidiospora; la unión desplazada de la espora al esterigma subyacente y la presencia de regiones higroscópicas en la superficie de la basidiospora. La descarga de basidiosporas solo puede tener éxito después de que se haya condensado suficiente vapor de agua en la espora.
Al madurar una basidiospora, los azúcares presentes en la pared celular comienzan a servir como lugares de condensación para el vapor de agua en el aire. Dos regiones separadas de condensación son críticas. En la punta puntiaguda de la espora (el hilio) más cercana al basidio de soporte, la gota de Buller se acumula como una gota de agua grande, casi esférica.
Al mismo tiempo, se produce condensación en una película delgada sobre la cara adaxial de la espora. Cuando estos dos cuerpos de agua se unen, la liberación de la tensión superficial y el cambio repentino en el centro de masa conduce a la descarga repentina de la basidiospora. Sorprendentemente, la aceleración inicial de la espora se estima en unos 10.000  g.

### Pérdida evolutiva de descarga forzada
Algunos basidiomicetos no tienen un medio para expulsar por la fuerza sus basidiosporas, aunque todavía las forman. En cada uno de estos grupos, la dispersión de esporas ocurre a través de otros mecanismos de descarga.
Por ejemplo:
- Los miembros del orden Phallales (hongos cuernos apestosos) dependen de los insectos para su dispersión.
- Las esporas secas de los hongos polvera y Sclerodermataceae (bolas de tierra y parientes) se dispersan cuando se alteran los basidiocarpos.
- Las especies de Nidulariaceae (hongos de nido de pájaro) utilizan un mecanismo de copa de salpicadura. En estos casos, la basidiospora normalmente carece de un apéndice hiliar y no se produce una descarga forzada. Se cree que cada ejemplo representa una pérdida evolutiva independiente del mecanismo de descarga forzada ancestral de todos los basidiomicetos.